# Ochrana

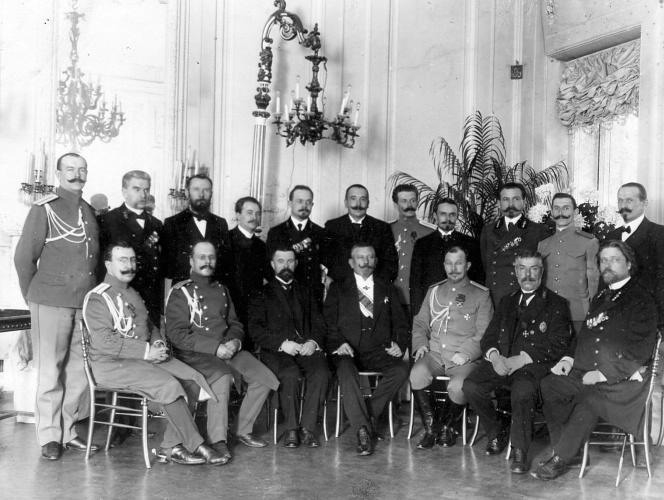
Groepsfoto van de Ochrana van Sint-Petersburg (1905)

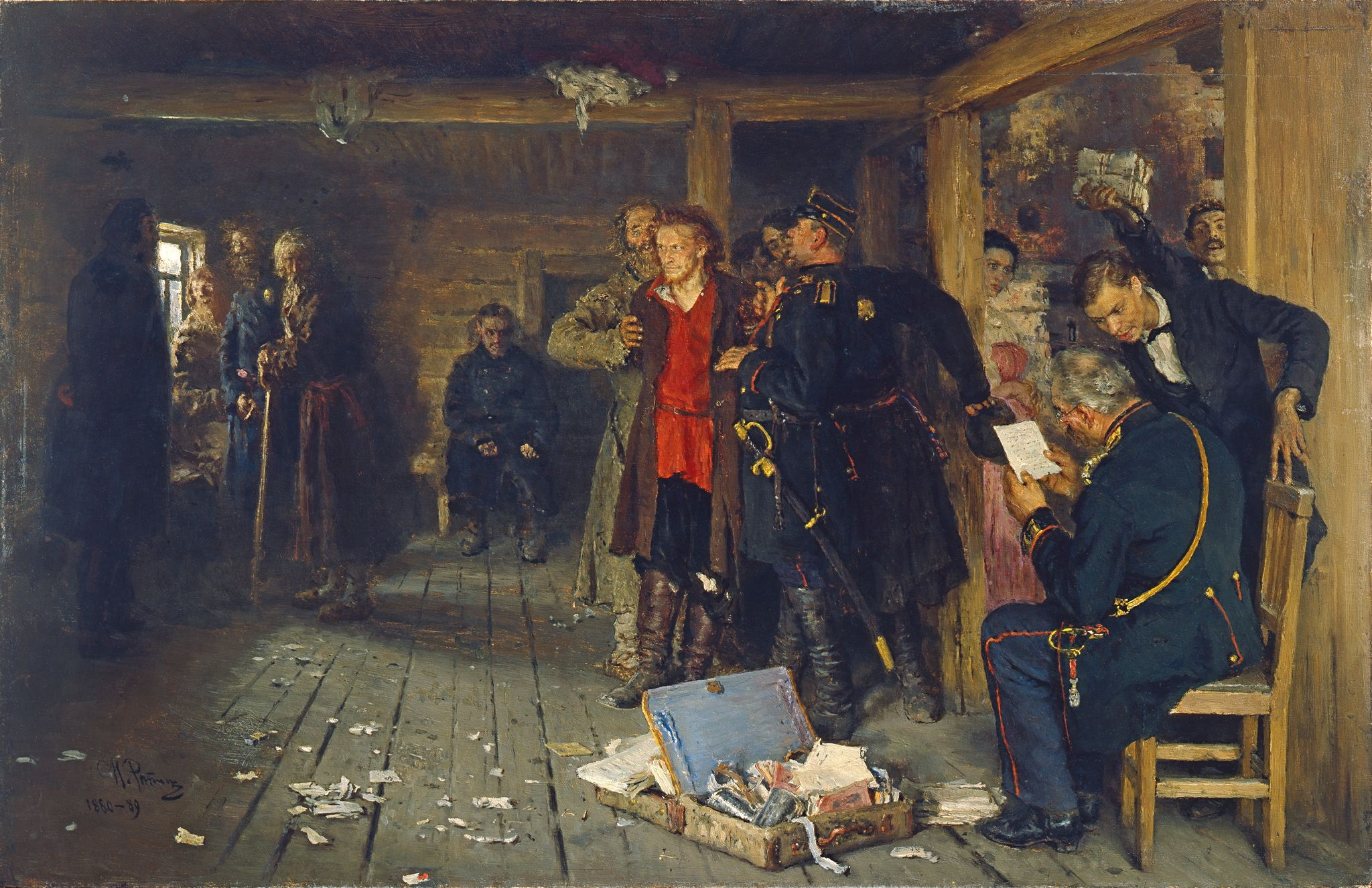
'Arrestatie van een propagandist' (Ilja Repin, 1880-1882)

De Ochrana (Russisch: Охранное отделение;  "Ochrannoje otdelenije") was de geheime politie van het late Russische Rijk. De organisatie heette voluit: Russisch: Отдѣленіе по охраненію общественной безопасности и порядка; Otdelenije po ochraneniiu obșcestvennoi bezopasnosti i poriadka) de "Beschermingsafdeling", die onder het Ministerie van Binnenlandse Zaken ressorteerde. De Ochrana werd in 1866 opgericht, na een eerste aanslag op het leven van tsaar Alexander II van Rusland.
De opkomst van links-revolutionaire bewegingen leidde tot een verharding van het overheidsoptreden. In de laatste decennia van de 19e eeuw en het begin van de 20e eeuw werden tienduizenden (al dan niet bij terreursamenzweringen betrokken) dissidenten ofwel geëxecuteerd, ofwel naar werkkampen in Siberië gezonden ("katorga"). De Ochrana had zijn hoofdkwartier aan de Fontanka in Sint-Petersburg.
De Ochrana werkte veel met infiltranten en agents provocateurs. Vaak keerde dit zich tegen de overheid, want sommige "dubbelagenten" droegen de zaak van de revolutie een warmer hart toe dan die van hun opdrachtgever. Berucht zijn de gevallen van Jevno Azef, een vooraanstaand leider van de Socialisten-Revolutionairen en Dmitri Bogrov, de moordenaar van premier Stolypin. Ook de priester Gapon, de organisator van de arbeidersdemonstratie in Sint-Petersburg die op de tragedie van Bloedige Zondag 1905 zou uitlopen, was een (dubbel)agent van de Ochrana.
De Ochrana wakkerde vanaf het eind van de 19e eeuw ook het antisemitisme aan, om de ontevredenheid van de bevolking op de joden af te leiden. Sergej Nilus, de auteur van het beruchte pamflet " De Protocollen van de Wijzen van Zion", was een agent van de Ochrana.
De bolsjewieken hebben bij de oprichting van hun eigen geheime dienst, achtereenvolgens Tsjeka, GPOe, NKVD, MVD en KGB geheten, veel van de Ochrana geleerd, met dien verstande dat het aantal slachtoffers nu honderden malen groter zou zijn dan dat van de Ochrana, die toch ook al zijn slechte reputatie ten volle had verdiend.